# Ministerio de Guerra de Austria-Hungría

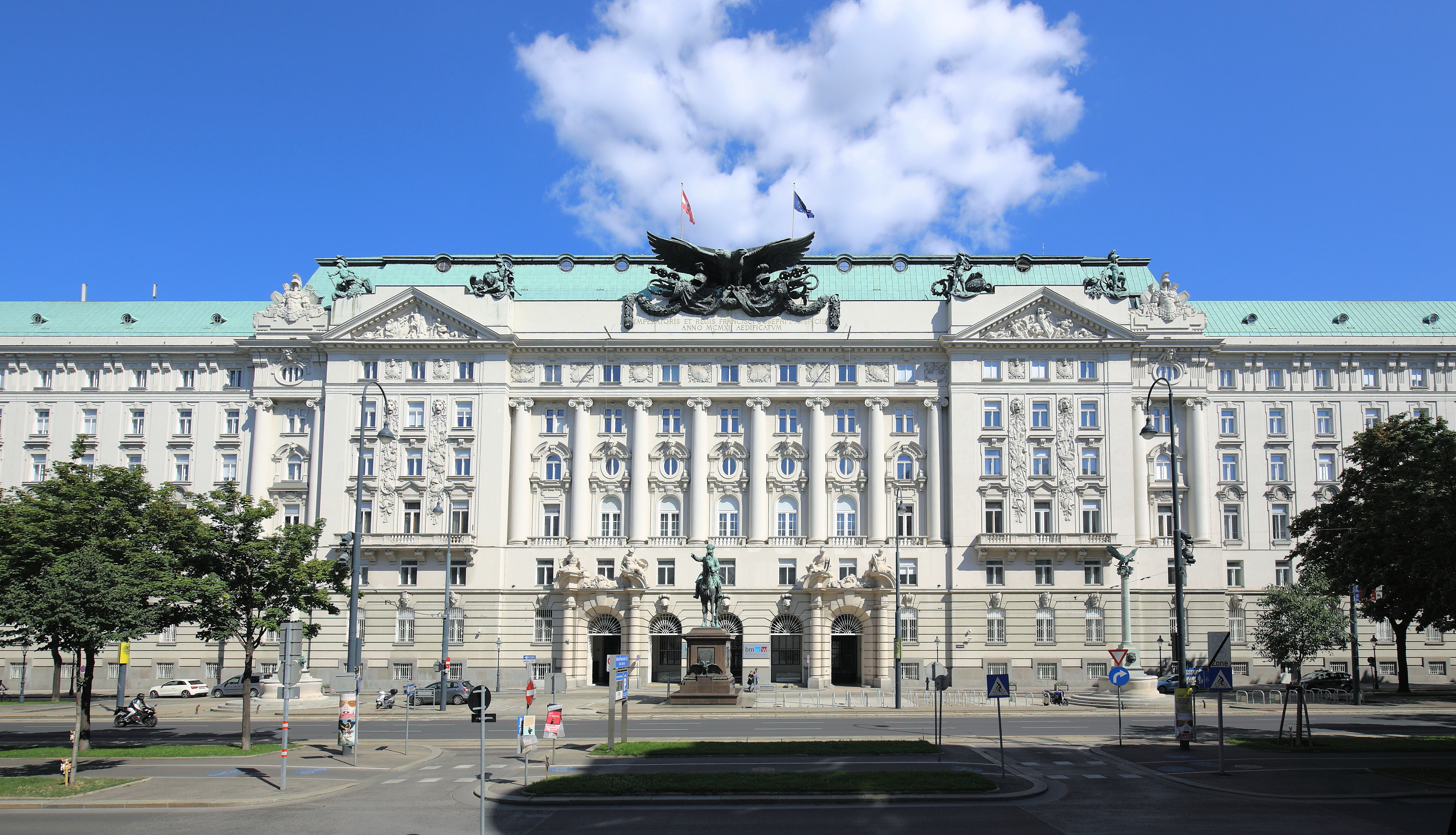
Edificio del Ministerio de Guerra en la Ringstraße, Viena.

El Ministerio de Guerra Imperial y Real (en alemán: K.u.k. Kriegsminister), hasta 1911: Ministerio de Guerra del Reich (Reichskriegsminister), fue el jefe de uno de los tres ministerios comunes compartidos por los dos estados que componían la monarquía dual de Austria-Hungría desde su creación en el Compromiso de 1867 hasta su disolución en 1918.
El Ejército austrohúngaro y la Armada austrohúngara (K.u.k. Kriegsmarine) eran instituciones compartidas por las partes constituyentes de la monarquía dual, aunque tanto Austria como Hungría poseían sus propios ministerios de defensa al cargo con la administración interna de las tropas de su país (es decir, el K.k. Landwehr y el Magyar Királyi Honvédség), conocidos como Ministerio de Defensa Austriaco (K.k. Ministerium für Landesverteidigung) y Ministerio de Defensa Húngaro (K.u. Honvédministerium) respectivamente.

## Ministros
Según la Ley de 21 de diciembre de 1867, el ministro de Guerra, junto con el ministro de Finanzas y el ministro de la Casa Imperial y Real y del Exterior formaban el Consejo de Ministros para Asuntos Domésticos bajo la dirección del Ministros de Exteriores. Los tres ministros imperiales y reales eran elegidos y relevados del puesto por el propio Emperador de Austria y Rey de Hungría.
Hasta 1911, los ministros eran llamados Ministros de Guerra del Reich. Tras el ascenso de Moritz von Auffenberg, siguiendo deseos húngaros, los tres ministros fueron llamados Ministros de Guerra Imperiales y Reales (k.u.k.).
Lista:
| N.º | Retrato | Nombre (Nacimiento-Muerte)                                         | Asume el cargo           | Abandona el cargo        | Tiempo en el cargo |
| --- | ------- | ------------------------------------------------------------------ | ------------------------ | ------------------------ | ------------------ |
| 1   |         | Feldmarschalleutnant Franz von John (1815-1876)                    | 21 de diciembre de 1867  | 18 de enero de 1868      | 28 días            |
| 2   |         | Feldmarschalleutnant Franz Kuhn von Kuhnenfeld (1817-1896)         | 18 de enero de 1868      | 14 de junio de 1874      | 6 años, 147 días   |
| 3   |         | General de Caballería Alexander von Koller (1813-1890)             | 14 de junio de 1874      | 20 de junio de 1876      | 2 años, 6 días     |
| 4   |         | Feldzeugmeister Artur Maximilian von Bylandt-Rheidt (1821-1891)    | 20 de junio de 1876      | 16 de marzo de 1888      | 11 años, 270 días  |
| 5   |         | Feldzeugmeister Ferdinand von Bauer (1825-1893)                    | 16 de marzo de 1888      | 24 de julio de 1893      | 5 años, 130 días   |
| 6   |         | Feldzeugmeister Rudolf von Merkl (1825-1893)                       | 24 de julio de 1893      | 22 de septiembre de 1893 | 60 días            |
| 7   |         | General de Caballería Edmund von Krieghammer (1832-1906)           | 22 de septiembre de 1893 | 17 de diciembre de 1902  | 9 años, 86 días    |
| 8   |         | Feldzeugmeister Heinrich von Pitreich (1841-1920)                  | 18 de diciembre de 1902  | 24 de octubre de 1906    | 3 años, 310 días   |
| 9   |         | General de Infantería Franz Xaver von Schönaich (1844-1916)        | 24 de octubre de 1906    | 20 de septiembre de 1911 | 4 años, 331 días   |
| 10  |         | General de Infantería Moritz von Auffenberg (1852-1928)            | 20 de septiembre de 1911 | 12 de diciembre de 1912  | 1 año, 83 días     |
| 11  |         | Mariscal de Campo Alexander von Krobatin (1849-1933)               | 12 de diciembre de 1912  | 12 de abril de 1917      | 4 años, 121 días   |
| 12  |         | Coronel General Rudolf Stöger-Steiner von Steinstätten (1849-1933) | 12 de abril de 1917      | 11 de noviembre de 1918  | 1 año, 213 días    |